# Michael K. Noonan
Michael K. Noonan war ein irischer Politiker.
Am 18. November 1924 wurde er im Wahlkreis Cork East bei einer Nachwahl für die Cumann na nGaedheal in den 4. Dáil Éireann gewählt und besetzte damit den vakanten Sitz seines verstorbenen Parteikollegen Thomas O’Mahony neu. Bei den nächsten regulären Wahlen im Juni 1927 konnte er seinen Mandat im Unterhaus jedoch nicht verteidigen.